# Келлахан Кашиль
Келлахан мак Буадахаин (ирл. Cellachán mac Buadacháin; умер в 954 году) — король Манстера из династии Кашелских Эоганахтов (ок. 944—954).

## Биография
Сын Буадахана мак Лахты, он принадлежал к Кашелской ветви династии Эоганахтов. Последним из его родственных предков, правивших Манстером, был Колгу мак Файльбе Флайнн (умер в 678 году), живший восемью поколениями раньше.
Его предшественником на посту короля в Кашеле был Лоркан мак Конлигайн, дальний родственник, дата смерти которого неизвестна. Самая ранняя запись о Келлахане — это нападение на Клонмакнойс в 936 году. В 939 году он вступил в союз с норвежцами из Уотерфорда в нападении на королевство Миде. Лидера уотерфордского военного контингента звали Мак Аквинд (сын Хакона). Они взяли в плен аббатов Клонены и Килли, но были побеждены династией Уи Файле из Лейнстера.
В 941 году, в борьбе за контроль над восточными десси, Келлахан вступил в конфликт с верховным королем Ирландии Доннхадом Донном, а также с назначенным преемником Доннхада Муйрхертахом мак Нейлом, королем Айлеха. Муйрхертах предпринял «круг Ирландии» во главе своей армии, кампанию, отмеченную в более поздних стихах, во время которой он взял в плен Келлахана (фактически отданного верховному королю Ирландии его собственным народом). Келлахан оставался пленником при дворе Доннхада в течение нескольких лет.
Келлахан вернулся в Манстер в 944 году, а возможно, и раньше, так как в том же году он победил и убил Кеннетига мак Лоркайна и двух его сыновей в битве при Горт Роттахайне. Кеннетиг был королем клана Дал Кайс и отцом знаменитого Брайана Бору. Вполне возможно, что конфликт начался раньше, поскольку согласно традициям Дал Кайса, Кеннетиг мак Лоркайн одержал победу над Келлаханом в битве близ Лох-Сайленна в Манстере.
В ирландских анналах о Келлахане почти ничего не говорится. Он снова совершил набег на Миде в 951 году со своим единственным известным сыном Доннхадом. Он умер в 954 году, а Доннхад — в 963 году.
Во времена потомка Келлахана Кормака Мак Картайга был составлен Caithréim Chellacháin Chaisil («Победоносная карьера Келлахана из Кашела»), вероятно, вдохновленный Cogad Gáedel re Gallaib («Война ирландцев с чужеземцами»), написанным для Муйрхертаха Уа Бриайна, прославляющим его предка Брайана Бору. Caithréim изображает Эоганахтов, в частности, Келлахана, сражающихся против норвежских захватчиков, но также отдает должное клану Дал Кайс, предкам Муйрхертаха. Считается, что это связано с современной угрозой, которую представлял для Манстера король Коннахта Тойрделбах Уа Конхобайр.
Его единственным известным сыном был Доннхад мак Келлахан (? — 963), король Манстера в 961—963 годах.